# Ruhe Sanft GmbH
Ruhe Sanft GmbH (Originaltitel: The Comedy of Terrors, auch: Komödie des Grauens) ist eine Horrorkomödie aus dem Jahr 1963. Regisseur Jacques Tourneur verfilmte mit seinem letzten Hollywood-Film das Drehbuch von Richard Matheson mit dem Triumvirat des Schreckens, Vincent Price, Peter Lorre und Boris Karloff, in den Hauptrollen.

## Handlung
Neuengland im 19. Jahrhundert. Waldo Trumbull leitet das Beerdigungsinstitut Hinchley und Trumbull. Das Geschäft läuft allerdings so schlecht, dass Trumbull den einzigen ordentlichen Sarg immer wieder verwenden muss. Er löst das Problem mit seinem Assistenten Felix Gillie. Die beiden rollen den Leichnam aus dem Sarg in die offene Grube, wenn die Trauergäste den Ort der Bestattung verlassen haben und packen den Sarg wieder in ihre Kutsche. Trumbull hat auch familiäre Probleme. Sein schwerhöriger vertrottelter Schwiegervater Amos Hinchley muss mit durchgefüttert werden und mit seiner Frau liegt er dauernd im Streit, da kein Geld ins Haus kommt und sie ihm immer wieder vorhält, dass er sie an einer Karriere als Opernsängerin gehindert habe. Felix Gillie hat währenddessen schon ein Auge auf Amaryllis Trumbull geworfen. Nach einem Streit mit seiner Frau verlässt Trumbull das Haus, nur um seinem Vermieter John F. Black zu begegnen. Trumbull schuldet Black eine Jahresmiete und Black ist nicht länger gewillt auf sein Geld zu warten. Er setzt Trumbull ein Ultimatum von 24 Stunden.
Abends kehrt Trumbull von seiner Kneipentour zurück und eröffnet Gillie seinen Plan, wie er wieder an Kundschaft und damit an Geld kommen will. Er hat in einer Kneipe den reichsten Schiffseigner von Boston kennengelernt und will diesen noch in derselben Nacht um die Ecke bringen. Gillie weigert sich zunächst, aber als Trumbull ihm klarmacht, dass es ein leichtes sei, die Polizei zu verständigen und Gillies kleines Geheimnis auszuplaudern, willigt Gillie schließlich ein. Der harmlos aussehende Felix Gillie wird von der Polizei gesucht, da er aus dem Gefängnis ausgebrochen ist, wo er eine Haftstrafe wegen eines Banküberfalls absitzen musste. Auf der Flucht ist er schließlich bei Trumbull untergetaucht.
Trumbull und Gillie machen sich auf den Weg zu Mr. Phipps Haus. Die beiden dringen in das Haus ein, ohne die Bewohner zu wecken, obwohl sie eine Menge Lärm machen. Gillie, dem bei dem Gedanken einen Menschen zu töten schlecht wird, bleibt im Flur sitzen, während Trumbull ein Kissen auf das Gesicht des schlafenden Phipps drückt. Kurze Zeit später ist es vollbracht und die beiden verlassen das Haus und warten in ihrer Kutsche, bis die Leiche entdeckt wird. Trumbull bietet der jungen Witwe seine Hilfe an. Mrs. Phipps stimmt zu und Trumbull und Gillie kümmern sich um die Beerdigung. Während der Trauerfeier stellt sich jedoch heraus, dass Mr. Phipps Witwe das Personal entlassen hat und sich mit dem gesamten Hausrat und dem Vermögen des Verstorbenen aus dem Staub gemacht hat. Trumbull steht mit leeren Händen da und betrinkt sich wieder einmal. Schließlich hat Trumbull die rettende Idee, sein nächstes Opfer wird sein Vermieter, der unverheiratete Mr. Black.
Des Nachts schleichen sich Trumbull und Gillie zu Blacks Haus und mit vielen Mühen kann sich Gillie schließlich Zutritt verschaffen. Black liegt in seinem Bett und rezitiert lauthals Macbeth. Von seinem Monolog überwältigt, springt Black aus dem Bett, reißt einen Säbel von der Wand und beginnt auf unsichtbare Gegner einzudreschen, während er immer weiter Macbeth rezitiert. Als sich Gillie und Black gegenüberstehen, erschrickt Black dermaßen, dass er einen Herzanfall erleidet und umfällt. Ein herbeigerufener Arzt stellt den Tod fest. Trumbull ist gerettet, die Beerdigung bringt ihm viel Geld ein, jedoch ist die Firma ihren einzigen Sarg los, der ihnen dreizehn Jahre lang treue Dienste geleistet hat, da Black im Mausoleum seiner Familie bestattet wird.
Gillie, Trumbulls Frau und Amos Hinchley feiern das freudige Ereignis, Waldo Trumbull zählt sein Geld und im Mausoleum der Familie Black erwacht der Scheintote John F. Black. Dieser war schon zuvor aus seiner Totenstarre erwacht, aber Trumbull und Gillie zwangen ihn zurück in seinen Sarg, in dem er einfach nicht bleiben wollte. Schließlich setzte Trumbull mit einem beherzten Schlag auf Blacks Hinterkopf dessen Leben vermeintlich ein Ende.
Black sinnt auf Rache und verschafft sich Zutritt zu Trumbulls Haus, nicht ohne vorher ein Beil mitzunehmen. Im Haus selbst schläft Trumbull seinen Rausch aus; Gillie und Amaryllis wollen zusammen fliehen und Amos Hinchley liegt in seinem Bett und schläft. Trumbull wird durch die Schreie seiner Frau geweckt und schafft es zusammen mit Gillie Black in letzter Sekunde davon abzuhalten, Amaryllis zu zerstückeln. Black geht nun auf die beiden los, die jedoch fliehen können. Gillie stürzt die Treppe hinab und bleibt liegen, Trumbull greift sich seine Pistole und schießt mehrere Male auf Black, bis dieser endlich liegenbleibt. Amaryllis sieht ihren neuen Freund Gillie am Boden liegen und stürzt sich auf Trumbull. Trumbull, dessen Waffe leer ist, würgt Amaryllis solange, bis sie in seinen Armen erschlafft. Zufrieden setzt sich Trumbull in seinen Sessel und nimmt noch einen Schluck, als Blacks Diener zur Haustür hereinstürzt, die drei Leute, darunter seinen Herrn, auf dem Boden liegen sieht und laut nach der Polizei schreiend davonläuft.
Amos Hinchley ist durch den Lärm endlich aufgewacht und kommt die Treppe herunter. Er sieht den am Boden zerstörten Trumbull und will ihm helfen. Dazu nimmt er das Fläschchen Medizin aus Trumbulls Westentasche und flößt ihm diese ein. Allerdings enthält die Flasche keine Medizin, sondern Gift, mit dem Trumbull schon mehrmals versucht hat Amos umzubringen. Amaryllis und Gillie erwachen fast gleichzeitig aus ihrer Bewusstlosigkeit und verlassen das Haus. Amos sitzt ratlos auf der Treppe, Trumbull ist tot und Blacks Nase fängt wieder an zu zucken.

## Hintergrund
Vincent Price, Peter Lorre und Boris Karloff hatten zuvor schon in Roger Cormans Horrorfilm Der Rabe – Duell der Zauberer zusammen gespielt. In diesem Film erhält das sogenannte Triumvirat des Schreckens weitere Unterstützung von Basil Rathbone, der die Rolle des Vermieters Black übernimmt. Die vier Altstars hatten Anfang der 1960er-Jahre bereits den Zenit ihrer Karrieren überschritten, waren aber immer noch in der Öffentlichkeit durch ihre alten Filme bekannt und beliebt. In einer Mischung aus Nostalgie und Theatralik nehmen sie in Ruhe Sanft GmbH ihr Image selbstironisch auf die Schippe. Zunächst war Rathbone für den senilen Schwiegervater und Karloff für den Mr. Black eingeplant. Bei Drehbeginn bat der 75-jährige Karloff allerdings darum, seine Rolle mit Rathbone zu tauschen, da er sich den körperlichen Anstrengungen, welche die Rolle Blacks erforderte, nicht gewachsen sah.
Für Jacques Tourneur war es die letzte Regiearbeit in den Vereinigten Staaten, anschließend inszenierte er nur noch 1965 Stadt im Meer in Großbritannien. Einige Kritiker machten es dem renommierten Regisseur Tourneur zum Vorwurf, bei einer scheinbar anspruchslosen Horrorkomödie Regie zu führen. Tourneur verteidigte sich mit dem Hinweis, der Film enthalte Satire und sei durchaus für ein erwachsenes Publikum geeignet. Er habe eine „zynische, zynische Komödie, ein bisschen in der alten Tradition von René Clair“ machen wollen. Für Komiker Joe E. Brown, der die Nebenrolle des Friedhofswächters übernahm, war es die letzte Filmrolle. Auch für Peter Lorre war Ruhe Sanft GmbH einer der letzten Filme vor seinem Tod im Jahr 1964, wegen seiner schwächelnden Gesundheit musste Lorre während der Verfolgungsjagden zu einem großen Teil gedoubelt werden.
Die Premiere des Films erfolgte am 25. Dezember 1963. In den deutschen Kinos war der Film erstmals am 15. Oktober 1964 zu sehen.

## Synchronisation
Die deutsche Synchronfassung entstand zur Kinopremiere im Jahr 1964.
| Rolle               | Schauspieler   | Dt. Synchronstimme     |
| ------------------- | -------------- | ---------------------- |
| Waldo Trumbull      | Vincent Price  | Friedrich Schoenfelder |
| Felix Gillie        | Peter Lorre    | Alfred Balthoff        |
| Amos Hinchley       | Boris Karloff  | Robert Klupp           |
| John F. Black, Esq. | Basil Rathbone | Klaus W. Krause        |
| Amaryllis Trumbull  | Joyce Jameson  | Margot Leonard         |
| Friedhofswärter     | Joe E. Brown   | Peter Elsholtz         |

## Kritiken
„[…] als Genreparodie und Gruselgroteske durchschnittlich, beachtlicher die parodistischen Leistungen der Darsteller. (Wertung: 2½ von 4 möglichen Sternen = überdurchschnittlich)“

„Tourneurs Unfähigkeit zur Parodie zeigte sich bei der viel jüngeren Horror-Satire „Comedy of Terrors“ […], die in Tourneurs Händen zur schwerfälligen Burleske geriet.“

„Dieses amüsante Kinofest wurde 1963 von Jacques Tourneur und Richard Matheson erdacht und in Szene gesetzt. […] Ausschlaggebend für den Film war auch die Mitarbeit von zwei weiteren Könnern ihres Fachs: Kameramann Floyd Crosby, der wichtigste Mitgestalter vieler von Roger Cormans Horrorfilmen, half ebenso mit, diesen Film zu einem Meisterwerk abzurunden, wie Les Baxter, dessen Musik beinahe jede Bewegung kontrapunktisch begleitet und dabei in ihrer Absurdität vertieft.“

„Letzter Hollywood-Film von Tourneur: eine schrille, amüsante Horrorgroteske mit vielen Anleihen bei den Poe-Verfilmungen von Roger Corman – bis hin zum Kameramann, zum Komponisten, zu den Schauspielern Price, Lorre, Karloff.“

„In dieser überaus schwarzhumorigen Komödie vereinte Regisseur Jacques Tourneur gleich drei große Mimen des Horror-Genre vor der Kamera: Vincent Price, Peter Lorre und Boris Karloff. Alle drei liefern hier eine vorzügliche Persiflage.“

## DVD-Veröffentlichung
- Ruhe Sanft GmbH. Legend-Film im Vertrieb der Universum Film 2004.